# Sovrani di Frisia

Bandiera della Frisia, con sette gigli.

Dei primi governanti della Frisia storicamente verificabili, siano essi chiamati duchi o re, l'ultima dinastia reale sottostante ha come fonte le cronache dei re merovingi dei Franchi, con i quali furono contemporanei. In queste cronache coeve, erano denominati dux, un termine latino per "leader" che è l'origine del titolo duca e dei suoi affini in altre lingue (duc, duce, doge, duque, ecc.). Essi erano indipendenti fino alla morte di Radbod.
Finn, figlio di Folcwald, è una figura semi-leggendaria. Fu ucciso da Hengest, che in seguito emigrò in Gran Bretagna e fondò il regno del Kent. Per i governanti prima di Finn, i successivi Frisoni svilupparono un ricco bagaglio di leggende e miti, e anche questi sono elencati qui in ordine cronologico.
Dopo essere passata sotto il dominio dei Franchi, la Frisia venne governata dai conti franchi e da podestà eletti dai Frisoni.

## Elenco dei governanti

### Re
- Finn Folcwalding, leggendario (400?)
- Audulfo, 600
- Adgillus I (Aldegisel I), ? -680
- Redbaldo I (Redbad I), 680-719
- Poppo, 719-734

### Conti e margravi
Nel 775 i Franchi sotto Carlo Magno presero il controllo di ciò che restava del territorio frisone e lo incorporarono nel loro regno. I conti nominati dai sovrani franchi furono:
- Godfrid, 810-839 (un invasore danese)
- Rorik, 839-875 (cugino di Godfrid)
- Gerulfo I, 875-883
- Gerulfo II, 883-916 (Friesland incorporata nella contea d'Olanda nel 922)
- Teodorico I, 916-939
- Teodorico II, 939-988
- Arnolfo I, 988-993
- Teodorico III, 993-1039
- Teodorico IV, 1039-1049
- Fiorenzo I, 1049-1061
- Teodorico V, 1061-1091
- Fiorenzo II il Grasso, 1091-1101, la Frisia viene formalmente incorporata in Olanda, quando il titolo "Conte di Frisia ad ovest delle Vlie" fu cambiato in "Conte d'Olanda". Continua nella lista dei conti d'Olanda.
- Liudolfo, 1028-1038
- Bruno, 1038-1057
- Egberto I, 1057-1061
- Egberto II, 1068-1089
- (retto dal vescovo Corrado di Ultrecht), 1089-1099
- Enrico I il Grasso, 1099-1101

### Podestà
La maggior parte dei primi podestà sono completamente leggendari.
- Magnus Forteman, fl. 809, primo destinatario del Karelsprivilege
- Taco Ludigman, fl. c. 830 (Focko Ludigman), che protesse il paese dai pirati
- Adelbrik Adelen, fl. c. 830, che conseguì una vittoria su un duca svedese a Kollum
- Hessel Hermana, 869-876, un diligente guerriero contro i Vichinghi
- Igo Galema (Ygo Galema), 876-910
- Gosse Ludigman, 986-1000
- Saco Reinalda, 1150-1167, molti Frisoni furono reclutati nelle crociate in Terra Santa
- Sicko Sjaerdema, 1237-1260, a cui il conte Guglielmo II d'Olanda gli offrì il dominio regionale della Frisia
- Reinier Camminga, 1300-1306, ucciso nella lotta contro "Danes Noertmannen ende"
- Hessel Martena, 1306-1313, con cui la Frisia venne protetta dagli attacchi dei conti d'Olanda
- Juw Juwinga (Jonghema Ju), 1396, ucciso nella battaglia di Schoterzijl contro Alberto I, duca di Baviera
- Sytse Dekama, 1397-?
- Gale Hania
- Odo Botnia, ? -1399
- Sjoerd Wiarda, 1399-1410, eletto dagli Schieringers per Oostergo
- Haring Haringsma (Haring Harinxma, o Haring Thoe Heeg), 1399-1404, eletto dagli Schieringers per Westergo
- Juw Dekama, 1494-1498 († 1523), che governò solo Oostergo

Con la vittoria degli Schieringers contro i Vetkopers, la carica passò ai duchi di Sassonia:
- Alberto, duca di Sassonia, 1498-1500, nominato da Massimiliano I, imperatore del Sacro Romano Impero
- Enrico IV, duca di Sassonia, 1500-1505 († 1541)
- Giorgio, duca di Sassonia, 1505-1515 († 1539)

### Statolder
Nel 1515, Giorgio di Sassonia vendette la Frisia a Carlo d'Asburgo, futuro imperatore. Gli Asburgo nominarono i seguenti governatori:
- Floris van Egmond, conte di Buren e Leerdam, 1515-1518
- Wilhelm von Roggendorf, 1518-1521
- Georg Schenck van Toutenburg, 1521-1540
- Jancko Douwama, 1522
- Maximiliaan van Egmond, conte di Buren, 1540-1548
- Giovanni di Ligne, conte di Arenberg, 1549-1568. Nel 1556 la sovranità della Frisia passò a Filippo II di Spagna, figlio di Carlo V
- Karel van Brimeu, conte di Megen, 1568-1572
- Gillis van Berlaymont, di Hierges, 1572-1574
- Caspar de Robles, maestro di Billy, 1574-1576 (o 1572-1576)
- George de Lalaing, conte di Rennenberg, lo Statolder-verrader, 1576-1581, dopo il 1580 al servizio di Filippo II
- Francisco Verdugo, 1581-1594, al servizio di Filippo II
- Guglielmo I d'Orange, 1580-1584

Nel 1581, la Frisia e altre sei province si ribellarono e formarono la Repubblica delle Sette Province Unite. L'ufficio di statolder divenne ereditario della Casa d'Orange:
- Guglielmo Luigi di Nassau, 1584-1620
- Ernesto Casimiro, 1620-1632
- Enrico Casimiro I, 1632-1640
- Guglielmo Federico, 1640-1664
- Enrico Casimiro II, 1664-1696
- Giovanni Guglielmo Friso d'Orange, 1696-1711
- Guglielmo IV d'Orange-Nassau, 1711-1751. I sette statisti provinciali all'interno della Repubblica olandese si fusero nel 1747
- Guglielmo V d'Orange, 1751-1795 († 1806). Statolder-Generale della repubblica olandese fino alla sua distruzione da parte di Napoleone.

## Sovrani leggendari
Una descrizione di un corso presso l'Università di Amsterdam afferma "Una delle caratteristiche della storiografia e della letteratura frisone dal Medioevo fino al XIX e XX secolo è l'esistenza di un corpus completo di opere storiche fantastiche, apocrife e mistificate, che riguardano le origini e l'identità dei Frisoni. Esempi ben noti sono miti medievali sull'origine di questo popolo come il Gesta Frisiorum o il Tractatus Alvini, libri accademici umanistici del XVI secolo, come ad esempio di Suffridus Petrus, Ocko van Scarl e Martinus Hamconius e falsificazioni del diciannovesimo secolo come il Tescklaow e il famigerato libro Oera Linda".
La cronaca del XVII secolo Frisia seu de viris rebusque illustribus, di Martinus Hamconius, pretendeva di elencare gli antichi re di Frisia, a cominciare da Friso che era emigrato dall'India durante il tempo di Alessandro Magno. Un'opera del XIX secolo, il libro Oera Linda (la cui paternità incerta ma è considerata un falso), abbellì ulteriormente queste storie descrivendo una storia antica e gloriosa per i Frisoni che risale a migliaia di anni prima, durante i quali si supponeva che fossero governati da una stirpe di matriarche conosciute come madri popolari, fondata dall'omonima dea Frya, antenata dei Frisoni.

### Dea e madri popolari
Secondo il libro Oera Linda:
- Frya, ? -2194 a.C., omonima antenata dei Frisoni, che si suppone abitassero tutta l'Europa settentrionale e occidentale
- Fasta, 2194-dopo il 2145 a.C., nominata da Frya quando quest'ultima salì alle stelle durante una terribile alluvione
- Medea
- Thiania
- Hellenia
- (sconosciuto)
- Minna, fl. 2013 a.C., che affrontò un'invasione di finlandesi da est, che si stabilirono nelle terre della Frisia in Scandinavia
- (sconosciuto)
- Rosamond, 1631-? A.C., con cui i Frisoni nell'Europa occidentale si ribellarono e divennero i Celti
- Hellicht, fl. 1621 a.C.
- (sconosciuto)
- Frana, ? -590 a.C., assassinato dai finlandesi durante un'invasione
- Adela (de facto), 590-559 a.C., che presumibilmente ordinò la compilazione di quello che divenne il libro di Oera Linda
- (vacante)
- Gosa, 306-prima del 264 a.C., eletto dopo un lungo periodo di assenza di sovrani, il dominio frisone si limitò approssimativamente ai Paesi Bassi odierni
- (vacante)
- Prontlik, fl. c. 60 a.C., madre del popolo fantoccia nominata dal re Asinga Ascon

### Re (libro Oera Linda e altri)
Secondo la Frisia seu de viris rebusque illustribus (e il libro Oera Linda).
- Friso, 313-245 a.C. (Adel I Friso (de facto), 304-264 a.C.), che fondò una monarchia ereditaria militarista
- Adel, 245-151 a.C. (Adel II Atharik, 264-?)
- Ubbo, 151-71 a.C. (Adel III Ubbo)
- Asinga Ascon, 71 a.C.-11 d.C. (Adel IV Asega Askar, o Adel il Nero), criticato per aver impiegato truppe straniere e aver portato la peste
- Diocarus Segon, 11-46
- Dibbaldus Segon, 46-85 (? Verritus), costretto ad accettare la protezione romana, e potrebbe aver visitato Roma di persona
- Tabbo, 85-130 (? Malorix)

### Duchi
Secondo la Frisia seu de viris rebusque illustribus.
- Asconius, 130-173, titolo declassato a duca in qualità di cliente romano
- Adelboldus, 173-187
- Tito Boiocalus, 187-240
- Ubbo, 240-299
- Haron Ubbo, 299-335
- Odilbaldus, 335-360
- Udolphus Haron, 360-392

### Re (cronache merovingi e altri)
Secondo la Frisia seu de viris rebusque illustribus (e le cronache merovingie).
- Richardus, Uffo, 392-435 (? Finn Folcwalding)
- Odilbaldus, 435-470 (? Sibbelt)
- Richoldus, 470-533 (? Ritzard)
- Beraldo, 533-590 (? Audulf)
- Adgillus I, 590-672 (Aldegisel, ? -680)
- Radbodus I, 672-723 (Radbod I, 680-719)
- (Poppo, 719-734) (non elencato nella rebusque )
- Adgillus II, 723-737 (Aldegisel II)
- Gondobaldus, 737-749 (Gundebold o Aldegisel III)
- Radbodus II, 749-775 (Radbod II)